# Menfi bianco
Il Menfi bianco è un vino DOC istituito con decreto dell'1/09/97 pubblicato sulla gazzetta ufficiale del 12/09/97 n 213.
Abbraccia vini prodotti nei comuni di Menfi, Sciacca, Sambuca di Sicilia in provincia di Agrigento e Castelvetrano in provincia di Trapani.

## Vitigni con cui è consentito produrlo
- Inzolia, Chardonnay, Catarratto bianco lucido e Grecanico da soli o congiuntamente minimo 75%
- Altri vitigni a bacca bianca, non aromatici, raccomandati e/o autorizzati per le province di Trapani e di Agrigento, da soli o congiuntamente, fino ad un massimo del 25%.

## Caratteristiche organolettiche
- colore: giallo paglierino con riflessi verdognoli;
- profumo: delicato, fragrante;
- sapore: secco, armonico, vivace;

## Produzione
Provincia, stagione, volume in ettolitri